# Seconde bataille de Winchester
Pour les articles homonymes, voir Bataille de Winchester.
Guerre de Sécession
Batailles
Campagne de Pennsylvanie
- Franklin's Crossing
- Brandy Station
- 2e Winchester
- Aldie
- Middleburg
- Upperville
- 2e Fairfax Court House
- Corbit's Charge (en)
- Hanover
- Sporting Hill
- Carlisle
- Gettysburg
- Retraite de Gettysburg
- Fairfield
- Monterey
- Williamsport
- Boonsboro
- Funkstown
- Manassas Gap

La seconde bataille de Winchester se déroule du 13 au 15 juin 1863 dans le comté de Frederick et à Winchester, en Virginie dans le cadre de la campagne de Gettysburg lors de la guerre de Sécession. Le 2e corps du lieutenant-général Richard Stoddert Ewell qui manœuvre depuis la vallée de Shenandoah en direction de la Pennsylvanie vainc la garnison de l'Union commandée par le major-général Robert H. Milroy, et capture la ville de Winchester et ainsi que de nombreux prisonniers de l'Union.

## Contexte
Après la bataille de Brandy Station, le 9 juin 1863, le général confédéré Robert E. Lee ordonne aux 19 000 hommes du deuxième corps de l'armée de Virginie du Nord d'Ewell de faire disparaître toute opposition de l'Union de la basse vallée de la Shenandoah Valley pour que l'armée de Lee puisse entamer son invasion de la Pennsylvanie, abritée de toute interférence de l'Union par les Blue Ridge Mountains.
Le général en chef de l'Union Henry Wager Halleck exprime une grande inquiétude à propos de la stratégie défensive du département du milieu dans son objectif principal qui est de protéger le corridor du chemin de fer de Baltimore et de l'Ohio. Le brigadier général Benjamin Franklin Kelley, commandant la « division ferroviaire » (département de Harper's Ferry), a été averti que son plan avec les majors généraux Milroy et Robert C. Schenck (commandant le département du milieu) est insensé :

« Quartiers généraux du huitième corps d'armée,
Baltimore, 5 janvier 1863.

Le télégramme suivant a été reçu aujourd'hui du major général Halleck, général en chef :

« Major général Schenck : Aucun tentative ne doit être faite pour tenir Winchester contre une force ennemie importante ... »

Le général Halleck n'est pas tout à fait d'accord avec le général Schenck et vous-même sur la politique de couverture et de protection de la route, principalement en maintenant des postes avancés à Leesburg, Winchester et Romney. »

— WM. D. WHIPPLE, Adjutant général adjoint.